# Taryn Ries
Taryn Ries (* 18. März 1999 in Vancouver, Washington) ist eine US-amerikanische Fußballspielerin.

## Karriere
Ries gehörte dem Oregon Olympic Development Program (ODP) an, für dieses sie zunächst von 2012 bis 2014 auch aktiv gewesen ist. Danach gehörte sie der Jugendmannschaft des Portland Thorns FC in der Elite Clubs National League (ECNL) an. Anschließend spielte sie vier Jahre lang für die Ridgefield Spudders, für die sie 96 Tore erzielte. In einem Erstrundenspiel des Landesturniers, beim 7:0-Sieg gegen den Verein aus Fife, erzielte sie allein sechs Tore und gab eine Vorlage zum Torabschluss. Nach ihrer Zeit an der Ridgefield High School wandte sie sich ihrem Psychologiestudium zu. Nach Portland gelangt, spielte sie für die Pilots, das Sport-Team der University of Portland. In fünf Saisonen, von 2017 bis 2021, bestritt sie 82 Meisterschaftsspiele in der West Coast Conference, in denen sie 34 Tore erzielte.
In Europa setzte sie ihren Fußballsport fort. In Schweden gehörte sie dem IK Uppsala in den Spielzeiten 2022 und 2023 an, zuletzt in der Damallsvenskan, die höchste Spielklasse im schwedischen Frauenfußball, in der ihr Verein aufgestiegen war und anschließend in die Elitettan zurückkehren musste. Für den Verein bestritt sie zwölf Zweit- und 26 Erstligaspiele, in denen sie zwei und fünf Tore erzielte.
18 Tage vor dem Rückrundenstart der Saison 2023/24 wurde sie vom Bundesligisten MSV Duisburg mit einer Laufzeit bis zum 30. Juni 2024 verpflichtet. Ihr Debüt gab sie am 28. Januar 2024 (11. Spieltag) bei der 1:2-Niederlage im Heimspiel gegen den Aufsteiger 1. FC Nürnberg von Beginn an. Am 5. März 2024 debütierte sie im DFB-Pokalwettbewerb bei der 1:4-Viertelfinalniederlage bei Eintracht Frankfurt mit Einwechslung für Sammy Durkin in der 80. Minute. Infolge des Abstiegs des MSV und des Rückzugs aus dem Profifußball im Sommer 2024 wurden die Verträge der Spielerinnen aufgelöst.

## Erfolge
- Aufstieg in die Damallsvenskan 2023

## Sonstiges
In den Jahren 2014 und 2015 nahm sie am US National Team Camp der Altersklassen U15 und U17 teil; zu späteren Länderspielen für diese Altersklassen reichte es dennoch nicht.